# Awin
Awin is een bestuurslaag in het regentschap Batang Hari van de provincie Jambi, Indonesië. Awin telt 899 inwoners (volkstelling 2010).